# Rasoul Khatibi
Pour les articles homonymes, voir Khatibi.
Rasoul Paki Khatibi, né le 22 septembre 1978 à Tabriz, est un footballeur  international iranien. Il est devenu entraineur.

## Carrière de joueur

### En club
- 1997-1999 : Paas Teheran -  Iran
- 1999-2000 : Hambourg SV -  Allemagne
- 2000-2003 : Paas Teheran -  Iran
- 2003-2006 : Sepahan Ispahan -  Iran
- 2006-déc. 2006 : Sharjah SC -  Iran
- jan. 2007-2008 : Al Emirates Ras Al-Khaima -  Émirats arabes unis
- 2008-déc. 2008 : Dhafra -  Émirats arabes unis
- jan. 2009-2009 : Sepahan Ispahan -  Iran
- 2009-2011 : Gostaresh Foolad Tabriz -  Iran
  - jan.2010-2010 : Tractor Sazi -  Iran (prêt)
- 2011-2012 : Machine Sazi -  Iran
- 2012-2013 :  Gostaresh Foolad Tabriz -  Iran

### En équipe nationale
Khatibi participe à la coupe du monde 2006 avec l'équipe d'Iran.

## Palmarès
- 29 sélections en équipe nationale (5 buts) entre 1999 et 2008

## Carrière d'entraineur
- 2011-2012 : Machine Sazi -  Iran
- 2012-déc. 2013 :Gostaresh Foolad Tabriz -  Iran
- 2014-fév. 2015 : Tractor Sazi -  Iran
- 2015-août 2015 : Mashhad -  Iran
- jan. 2016-déc. 2016 : Machine Sazi -  Iran